# Municipio Baruta
Baruta es un municipio autónomo en Venezuela que pertenece política y administrativamente al Estado Miranda y se integró al Distrito Metropolitano de Caracas (durante la existencia del mismo). Está situado geográficamente al sureste de la ciudad capital. Tiene una población (2023) de 521.627 habitantes. Su capital es la Parroquia Baruta.
El municipio Baruta tiene su propio alcalde, el gobierno local tiene su propia fuerza policial, entre otras responsabilidades. La sede de la alcaldía está situada actualmente al lado de la Plaza Bolívar (Pueblo de Baruta). La actividad económica principal del municipio son las oficinas comerciales. El comercio es muy importante, ejemplo de esto, algunos de los puntos más atractivos de la noche de Caracas están situados en Las Mercedes, un distrito comercial de Baruta. El código postal de Baruta es 1080 y el código de área es 212 (común en todos los municipios de la Gran Caracas).

## Historia

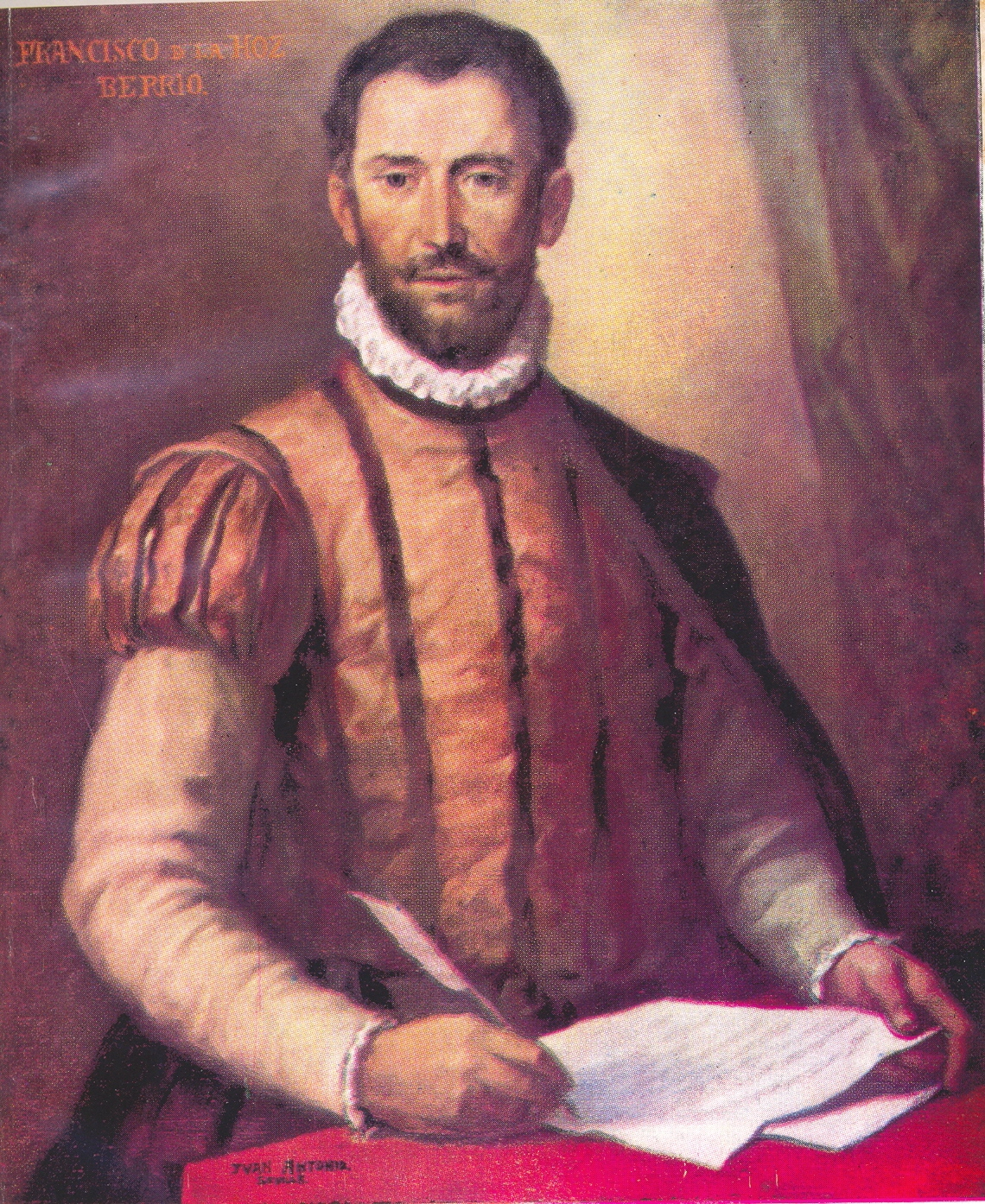
Francisco de la Hoz Berrio y Oruña, fundador de Baruta.

### Colonización española
El fundador de Caracas Diego de Losada otorgó en encomienda a Alonso Andrea de Ledesma, por título fechado el 12 de marzo de 1568 y sus tierras. Existen dos versiones sobre lo que habría ocurrido entonces. Según una de ellas, Baruta y dos mil indios de su tribu presentaron batalla y fueron aniquilados en la batalla de Maracapana el siguiente 20 de marzo; la otra afirma que Baruta decidió aceptar pacíficamente la presencia de los castellanos, que habrían respetado su autoridad y sus tradiciones y cooperando con él, enseñándoles nuevas técnicas ganaderas y de cultivos[cita requerida].
El 19 de agosto de 1620 se funda el pueblo de Baruta con el nombre de «San Francisco de Paula» por el entonces Gobernador de la Provincia de Venezuela Francisco de la Hoz Berrio y Oruña. El obispo Fray Gonzalo de Angulo decreta la consagración de la Iglesia de la Villa de Nuestra Señora del Rosario de Baruta el 14 de julio de 1655.
Las grandes extensiones de terreno de la zona estaban conformadas por haciendas prósperas, cuya rentabilidad se basaba en la producción de café, cacao y productos de la caña de azúcar como aguardiente, azúcar y papelón.

### Historia contemporánea
La construcción de la carretera desde Caracas hacia Baruta y El Hatillo se efectuó entre 1927 y 1929, dando pie al proceso urbanizador que comenzó con la Hacienda Las Mercedes en los años 1940, y a partir de los años 1950 empieza el Municipio a experimentar una gran expansión demográfica. En 1960 se comienza a urbanizar la Hacienda La Trinidad propiedad del médico tachirense Rafael González Rincones.

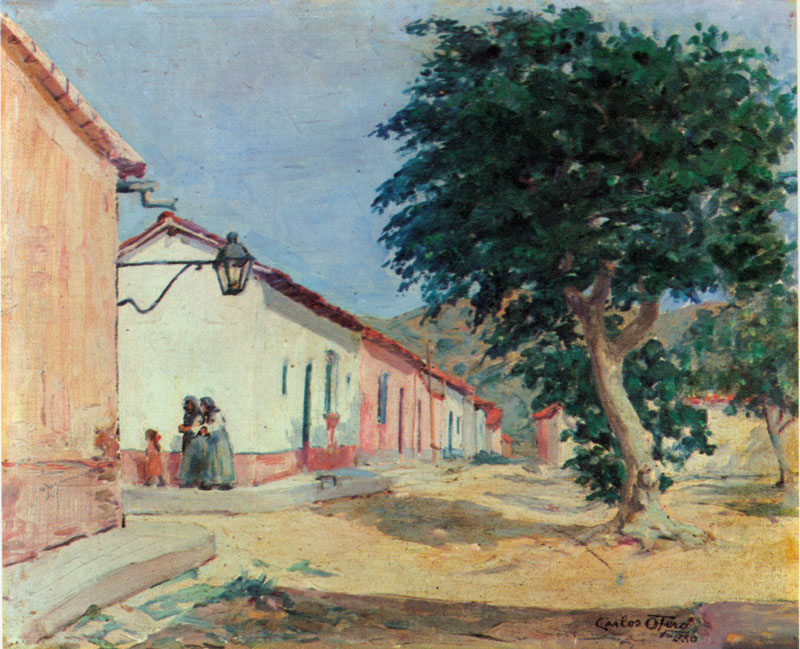
El pueblo de Baruta por Carlos Otero (1935).

En 1961 se concluyó la Autopista Prados del Este o Autopista Caracas - Baruta y luego en los años siguientes se desarrolla El Cafetal con las urbanizaciones Santa Marta, Santa Sofía, San Luis, Santa Paula y se inician Cerro Verde y Los Naranjos. En 1967 se inició el proyecto de la Universidad Simón Bolívar, en el valle de Sartenejas. 

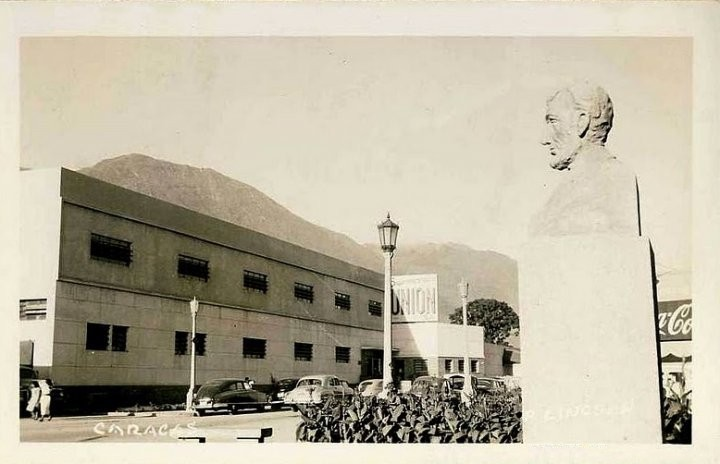
Plaza Abraham Licoln en 1950.

Baruta fue semiautónomo hasta el año 1954, fecha en la que pasa su administración al Concejo de Sucre (CONSUCRE), formando parte del extinto Distrito Sucre del Estado Miranda, conjuntamente con Sucre, Chacao y El Hatillo. Baruta se declara como Municipio Autónomo el 22 de septiembre de 1987. En 1989, 1992 y 1995 se realizan las tres primeras elecciones municipales directas, en las que salen ganadores los ciudadanos Gloria Lizarraga de Capriles, Ángel Enrique Zambrano e Ivonne Attas, aclarando que el mandato de esta última fue prorrogado debido a que se suspendieron dos veces las elecciones municipales pautadas inicialmente para 1998. En las elecciones del año 2000 es elegido alcalde Henrique Capriles Radonski y reelecto en 2004. El 23 de noviembre de 2008, Gerardo Blyde gana las elecciones municipales. El 8 de diciembre de 2013 fue reelecto para un nuevo período.

### Toponimia
El nombre de Baruta proviene del jabillo (Hura crepitans), que en lengua nativa se expresa baruta, lo que dio nombre a su principal cacique y su territorio.

## Geografía

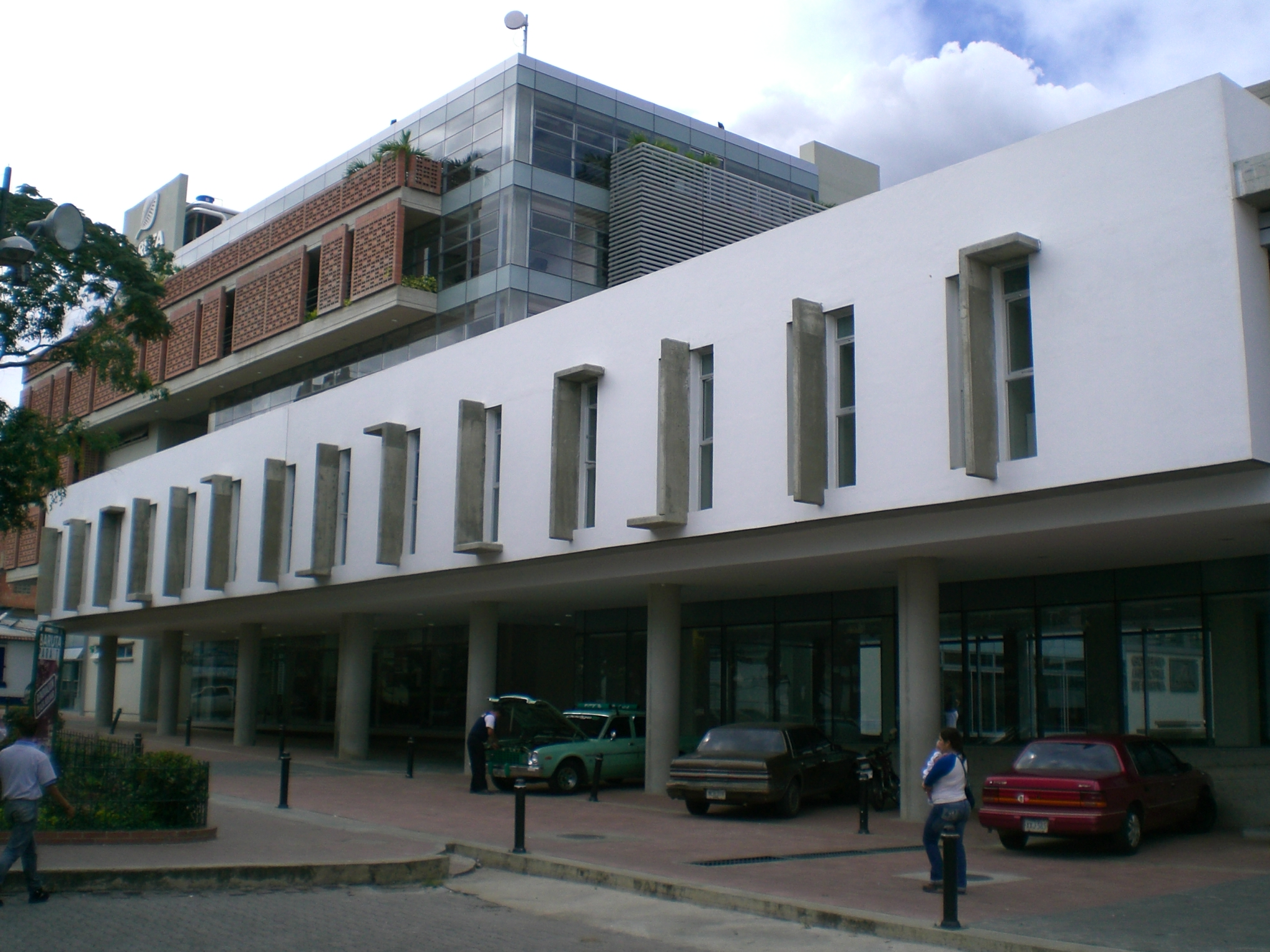
Sede de la Alcaldía de Baruta.

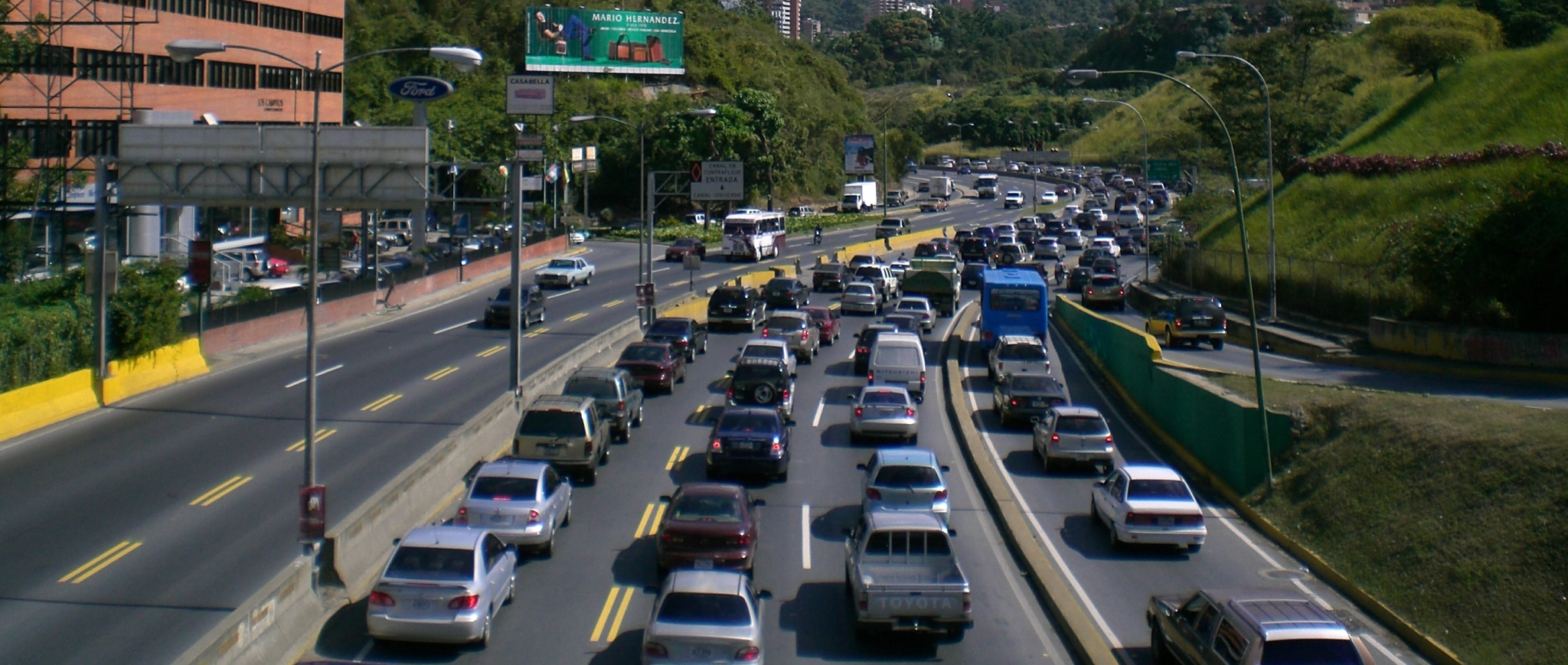
Autopista Prados del Este.

El Municipio Baruta limita: al norte con el Municipio Chacao; al sur con el Municipio Guaicaipuro; al este con los Municipios Sucre, El Hatillo y Paz Castillo y al oeste con el Municipio Libertador de Caracas.
Posee cerca de 93,9 km², ocupando el 14% de la extinta área metropolitana de Caracas y poco más del 1% de área total del Estado Miranda
- Altitud: 1179 m s. n. m.
- Latitud: 10°25′59″ N
- Longitud: 66°52′59″ O

### Relieve
El relieve es mayormente de tipo montañoso por encontrarse el municipio dentro de los límites de la Serranía del Litoral (perteneciente a la Cordillera de la Costa), formando parte de los relieves montañosos que cierran el valle tectónico del río Guaire o Caracas por su parte sur. Su altitud varía entre los 420 y los 1400 m s. n. m.
El paisaje ha sido transformado en algunas zonas para permitir un mejor desarrollo urbanístico.

### Hidrografía
El municipio es bañado por dos ríos principales aunque también se encuentran en él algunas quebradas de importancia. El principal río que lo atraviesa es el Guaire al norte del municipio y La Guairita al este. Algunas quebradas de importancia son: Quebrada Soapire, Quebrada de Baruta, Quebrada Manzanares, Quebrada Sorokaima, Quebrada Sartenejas, Quebrada La Virgen, Quebrada El Sitio, Quebrada Canoas, Quebrada Don Pancho y la Quebrada El Cafetal.

### Vegetación
La vegetación predominante es la de bosque seco y bosque húmedo, en las riberas o zonas aledañas a los ríos o quebradas que surcan el municipio se pueden encontrar bosques de galería. Algunas zonas montañosas han sido reforestadas con especies de coníferas, como sucede en terrenos de la Universidad Simón Bolívar.

### Clima

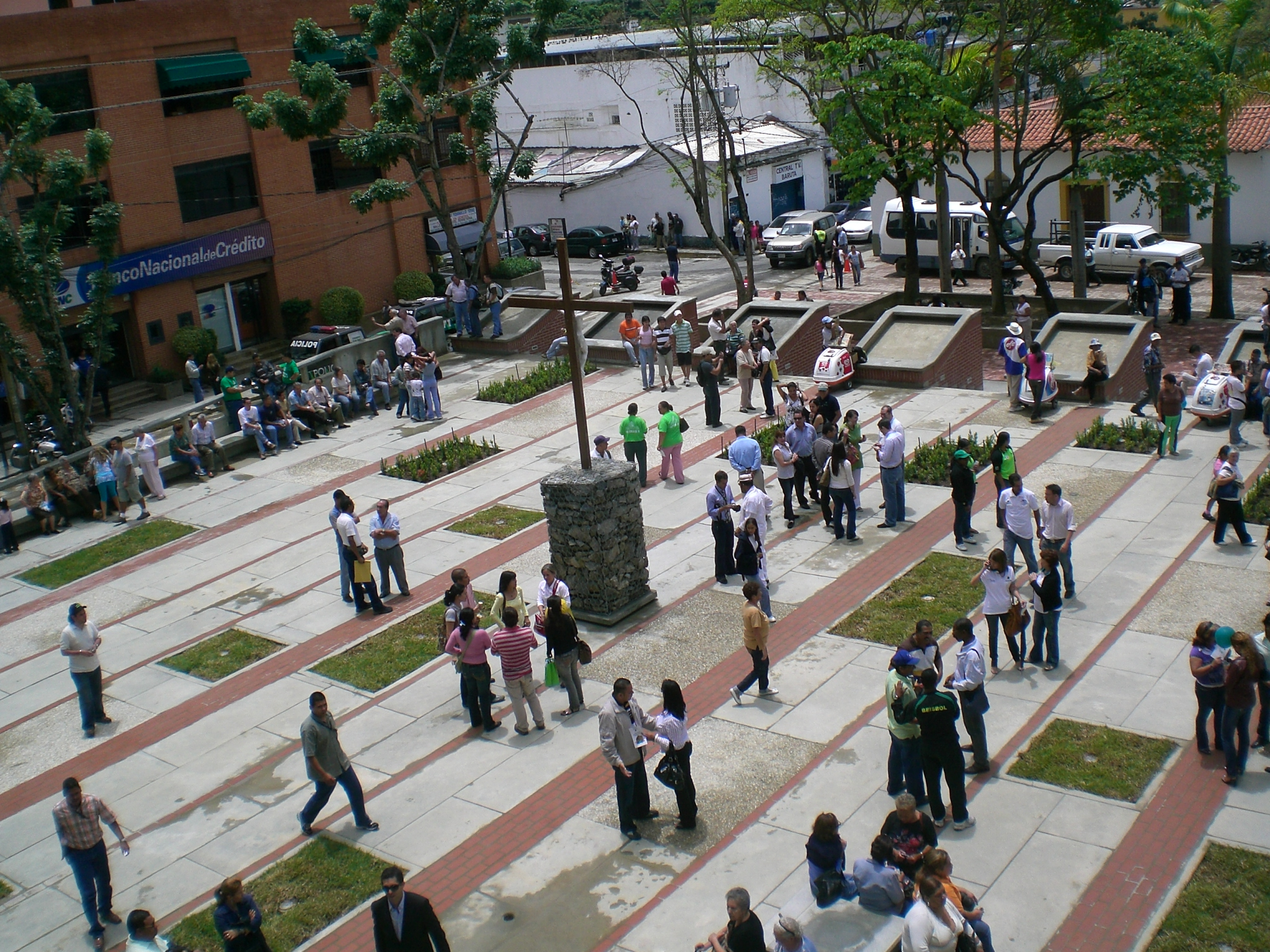
Plaza El Cristo de Baruta.

El clima que se presente en el municipio es de tipo tropical o de sabana, aunque varía de acuerdo a las diferencias de altitud entre las zonas. Las temperaturas van desde los 21 °C hasta los 28 °C aunque el promedio anual se sitúa en 21,5 °C. La precipitación es importante en el municipio registrando niveles de entre 800 a 1000 mm.
| Parámetros climáticos promedio de Baruta, Venezuela     | Parámetros climáticos promedio de Baruta, Venezuela | Parámetros climáticos promedio de Baruta, Venezuela | Parámetros climáticos promedio de Baruta, Venezuela | Parámetros climáticos promedio de Baruta, Venezuela | Parámetros climáticos promedio de Baruta, Venezuela | Parámetros climáticos promedio de Baruta, Venezuela | Parámetros climáticos promedio de Baruta, Venezuela | Parámetros climáticos promedio de Baruta, Venezuela | Parámetros climáticos promedio de Baruta, Venezuela | Parámetros climáticos promedio de Baruta, Venezuela | Parámetros climáticos promedio de Baruta, Venezuela | Parámetros climáticos promedio de Baruta, Venezuela | Parámetros climáticos promedio de Baruta, Venezuela |
| Mes                                                     | Ene.                                                | Feb.                                                | Mar.                                                | Abr.                                                | May.                                                | Jun.                                                | Jul.                                                | Ago.                                                | Sep.                                                | Oct.                                                | Nov.                                                | Dic.                                                | Anual                                               |
| ------------------------------------------------------- | --------------------------------------------------- | --------------------------------------------------- | --------------------------------------------------- | --------------------------------------------------- | --------------------------------------------------- | --------------------------------------------------- | --------------------------------------------------- | --------------------------------------------------- | --------------------------------------------------- | --------------------------------------------------- | --------------------------------------------------- | --------------------------------------------------- | --------------------------------------------------- |
| Temp. máx. media (°C)                                   | 26.1                                                | 27.2                                                | 28.3                                                | 28.9                                                | 28.3                                                | 27.8                                                | 27.2                                                | 27.2                                                | 27.8                                                | 27.8                                                | 27.2                                                | 26.1                                                | 27.5                                                |
| Temp. mín. media (°C)                                   | 15.6                                                | 16.1                                                | 17.2                                                | 18.3                                                | 19.4                                                | 18.9                                                | 18.9                                                | 18.3                                                | 18.3                                                | 18.3                                                | 17.8                                                | 16.7                                                | 17.8                                                |
| Precipitación total (mm)                                | 15.2                                                | 12.7                                                | 12.7                                                | 58.4                                                | 81.3                                                | 139.7                                               | 121.9                                               | 124.5                                               | 114.3                                               | 121.9                                               | 73.7                                                | 43.2                                                | 919.5                                               |
| Fuente: Weather Channel Interactive, Inc. Marzo de 2009 |                                                     |                                                     |                                                     |                                                     |                                                     |                                                     |                                                     |                                                     |                                                     |                                                     |                                                     |                                                     |                                                     |

## Demografía

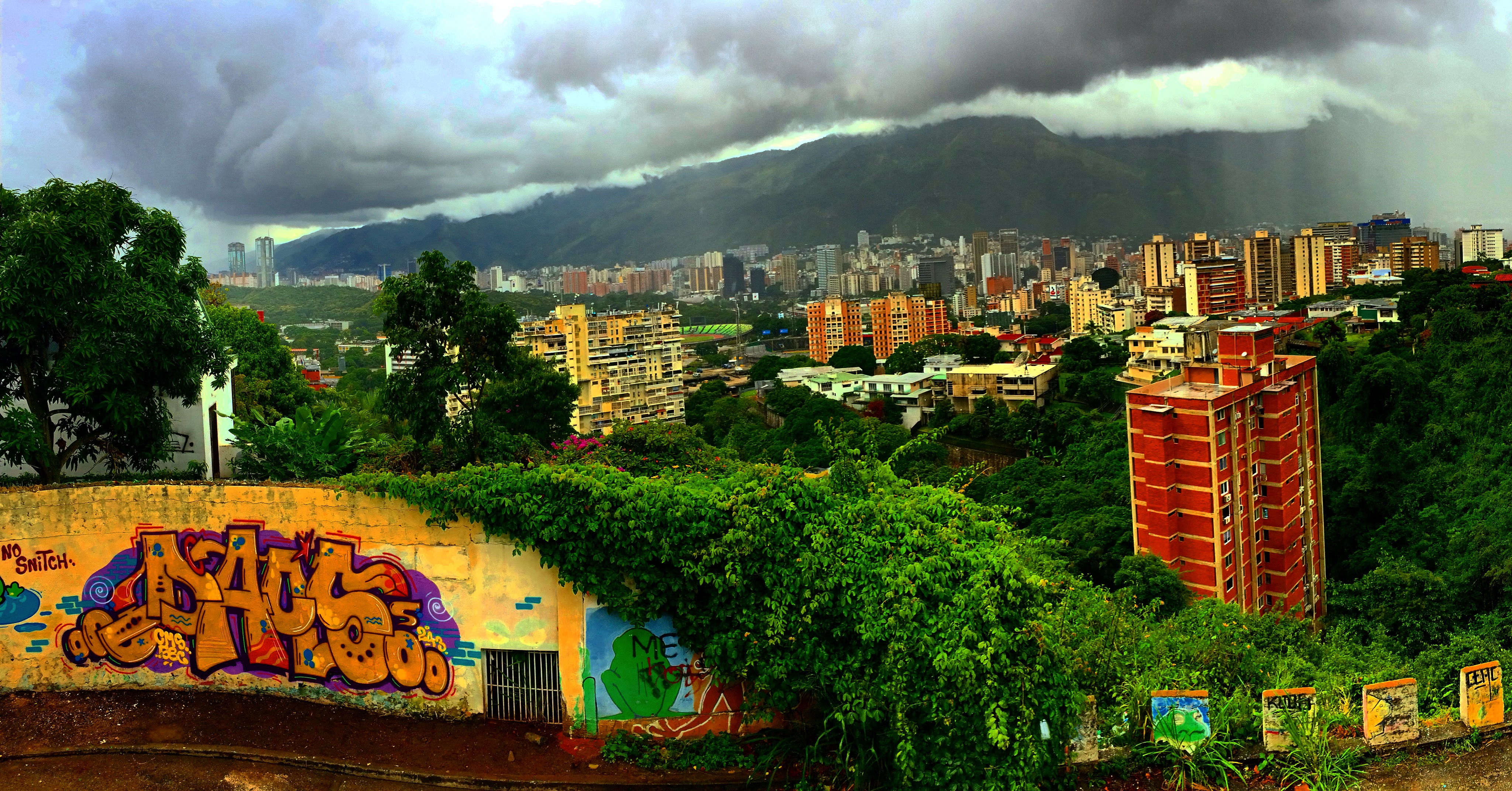
Vista desde Colinas de Bello Monte.

Para el año 2023, la población del Municipio Baruta está estimada en 521.627 habitantes, según datos proyectados por la Oficina Central de Estadística e Informática. Representa aproximadamente el 12,17% del total de los habitantes del Estado Miranda (2.609.163 hab.) La edad promedio del municipio es de 37,16 años lo que es aproximadamente 9 años mayor el promedio nacional, teniendo una población de adultos mayores del 12,13% del total, el % de hogares con déficit de servicios públicos es de 3,01%, la pobreza es del 7,53% y de pobreza extrema del 1,33%.

## Transporte

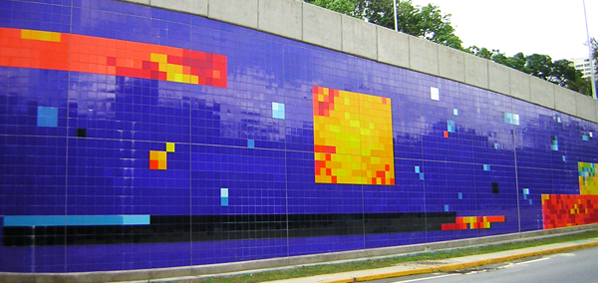
Mural Jardín Lumínico en la Autopista Prados del Este, obra de arte por Patricia van Dalen. Mural de baldosas de cerámica de 1200 m².

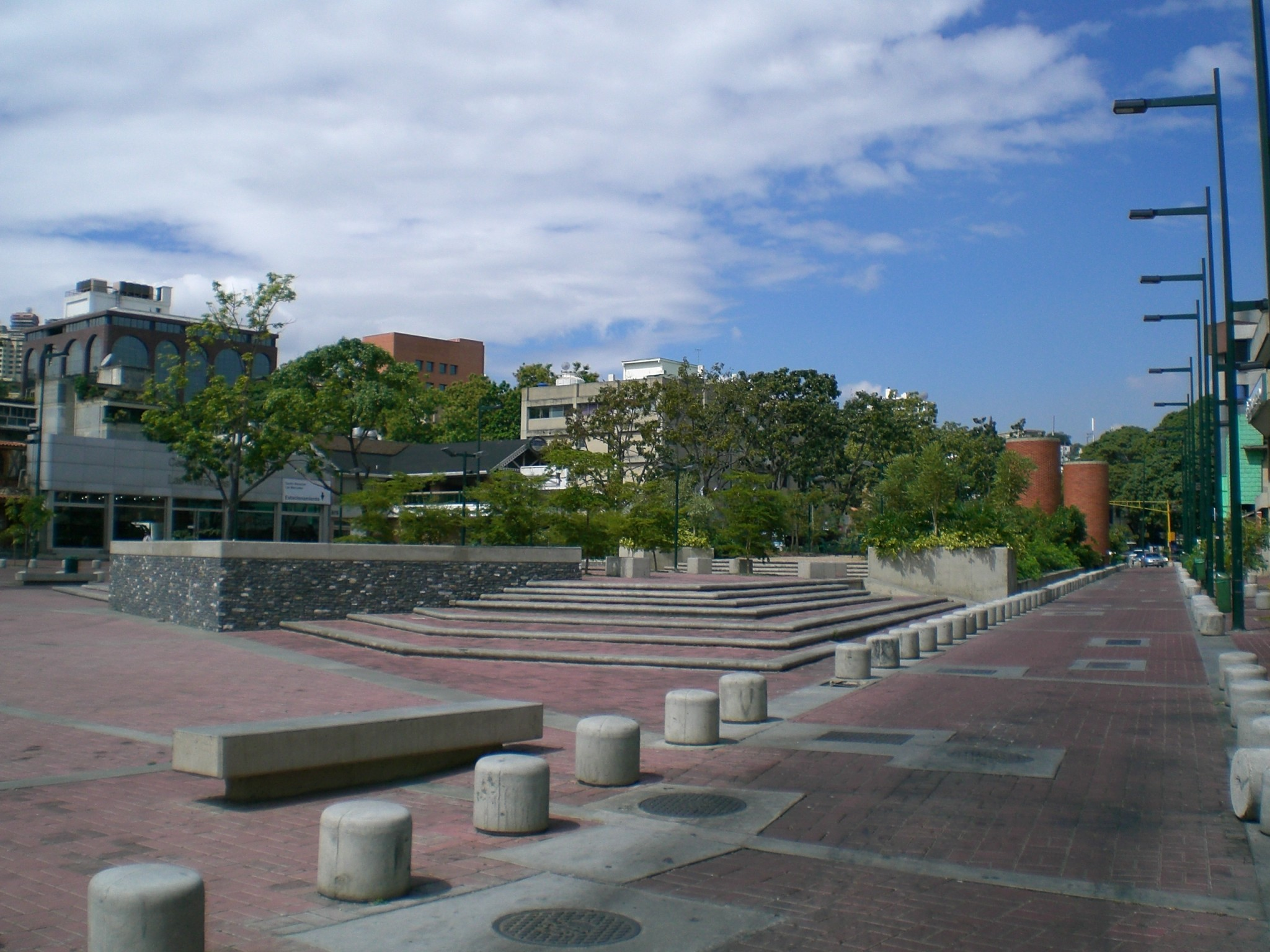
Plaza Alfredo Sadel en Las Mercedes.

El municipio cuenta con una importante red de vías asfaltadas siendo su principal arteria vial la Autopista Prados del Este, Caracas - La Trinidad que lo comunica con el resto de la ciudad de Caracas.

## Arte y cultura
En el municipio se encuentran diversos espacios que se han integrado a la oferta cultural de Caracas. En 1997 se creó el Servicio Autónomo de Arte y Cultura de Baruta, encargado de la gerencia cultural de la localidad. 

### Urbanización Las Mercedes
- Trasnocho Cultural: fundado en el año 2001 en el Centro Comercial Paseo Las Mercedes, alberga salas de teatro, cine, librería y la galería de arte TAC, así como diversidad de comercios.
- Teatro Escena 8.
- Plaza Alfredo Sadel: nombrada en homenaje al tenor venezolano del mismo nombre. A partir de su remodelación en 2007, este espacio se ha convertido en lugar para conciertos, exposiciones, ferias de libros y eventos culturales, políticos y deportivos.
- Las Mercedes CCS: primer y único Directorio Comercial de Las Mercedes que reúne a la mayoría de los negocios más destacados de la zona. La guía sirve de referencia y consulta para los habitantes de la ciudad.

### Colinas de Bello Monte
- La Caja de Fósforos: sala experimental de teatro fundada en el año 2014, como parte del proyecto de gestión de espacios escénicos de la Agrupación Teatro del Contrajuego, dirigida por Orlando Arocha. La sala forma parte del Complejo Cultural Concha Acústica de Bello Monte, o Concha Acústica José Ángel Lamas.

## Deportes

### Juegos Deportivos Vecinales
Desde el inicio de la gestión del alcalde Ángel Enrique Zambrano, Baruta organiza una justa deportiva única en su estilo (ya que no se realiza en ninguna otra jurisdicción de Venezuela), los Juegos Deportivos Vecinales. Tradicionalmente la inauguración de este evento deportivo se realiza en el Polideportivo Vidal López de la Parroquia El Cafetal en la cual, para su XVI edición (2012) contó con la participación de 6500 deportistas representando a 70 comunidades en 20 disciplinas deportivas que se realizaron en 10 diferentes instalaciones del municipio. Es de resaltar que las edades de dichos deportistas abarcan desde la categoría infantil hasta la tercera edad. El precursor y promotor de esta iniciativa, así como el garante de su continuidad a través del tiempo fue el concejal Ángel García (fallecido en 2012; previo a los XVI Juegos).

### Carreras Urbanas de Fondo
Gracias a ser un municipio capitalista con urbanismo, con niveles de seguridad personal del país y con la mayor cantidad de profesionales universitarios y familias de clase media alta de Venezuela, Baruta se ha constituido (junto a Chacao) como el municipio preferido por los organizadores y patrocinadores de Carreras 10K; Maratones; Carreras 5K y Medias Maratones. Sus avenidas principales son habilitadas muchos días domingo a lo largo del año para diversas competencias de este tipo, en donde algunas de ellas gozan de prestigio en el ámbito latinoamericano.

### Baruta Fútbol Club
El municipio también cuenta con su propio equipo profesional de fútbol, Baruta Fútbol Club (los verdes de Baruta) el equipo es la representación municipal en los distintos torneos futbolísticos regionales, nacionales e internacionales donde participa Baruta.
La actual sede del club profesional es el Estadio de fútbol de la Universidad Simón Bolívar, denominado de forma íntima por el Baruta FC como «El Templo».

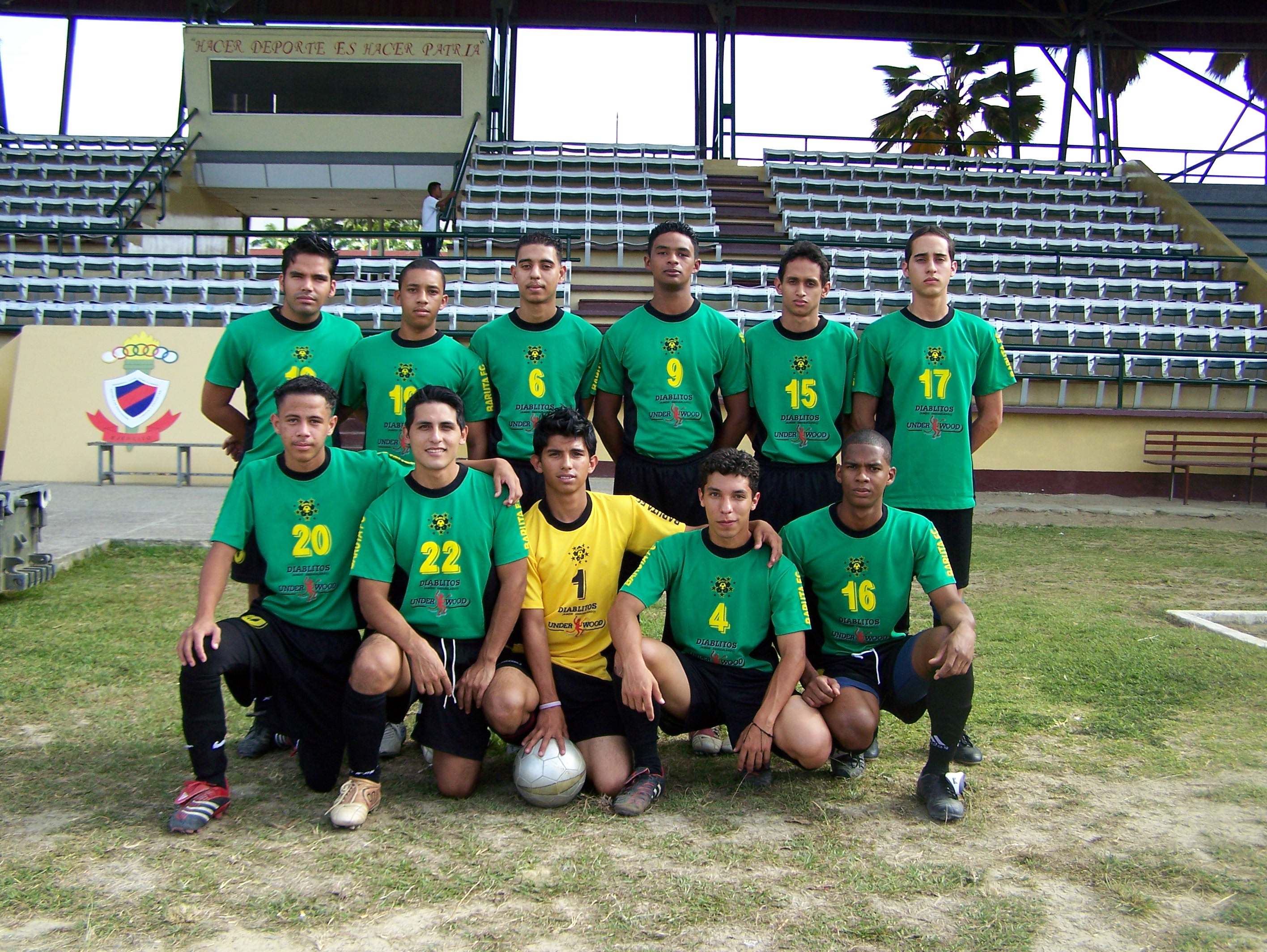
Baruta Football Club.

Baruta Fútbol Club es patrimonio de los 317.288 habitantes que residen en el territorio municipal, símbolo deportivo central de la identidad baruteña.
En la actualidad el equipo es presidido por el técnico venezolano Alejandro Medina Bustamante, quien a su vez es un reconocido líder deportivo nacional y una notoria personalidad del Municipio Baruta.
Desde el 2006, año en que se funda el equipo, Baruta FC ha participado en importantes torneos regionales, tales como, la Copa Metropolitana de Fútbol de Caracas, la Liga Distrital Metropolitana, Liga Municipal de Fútbol de Baruta, Liga Interregional de Venezuela y de forma más reciente con su primer equipo en el Torneo del Fútbol Profesional Venezolano, donde compite desde 2015 en la aguerrida Tercera División. 
Entre los rivales más destacados con los que se ha enfrentado el equipo resaltan, el Cúcuta Deportivo, Atlético Nacional e Itagui de Colombia, la Escuela Deportiva del Real Madrid de España, y los equipos profesionales venezolanos Caracas Fútbol Club, Deportivo Petare y Estrella Roja, entre otros equipos de importante talla futbolística. 

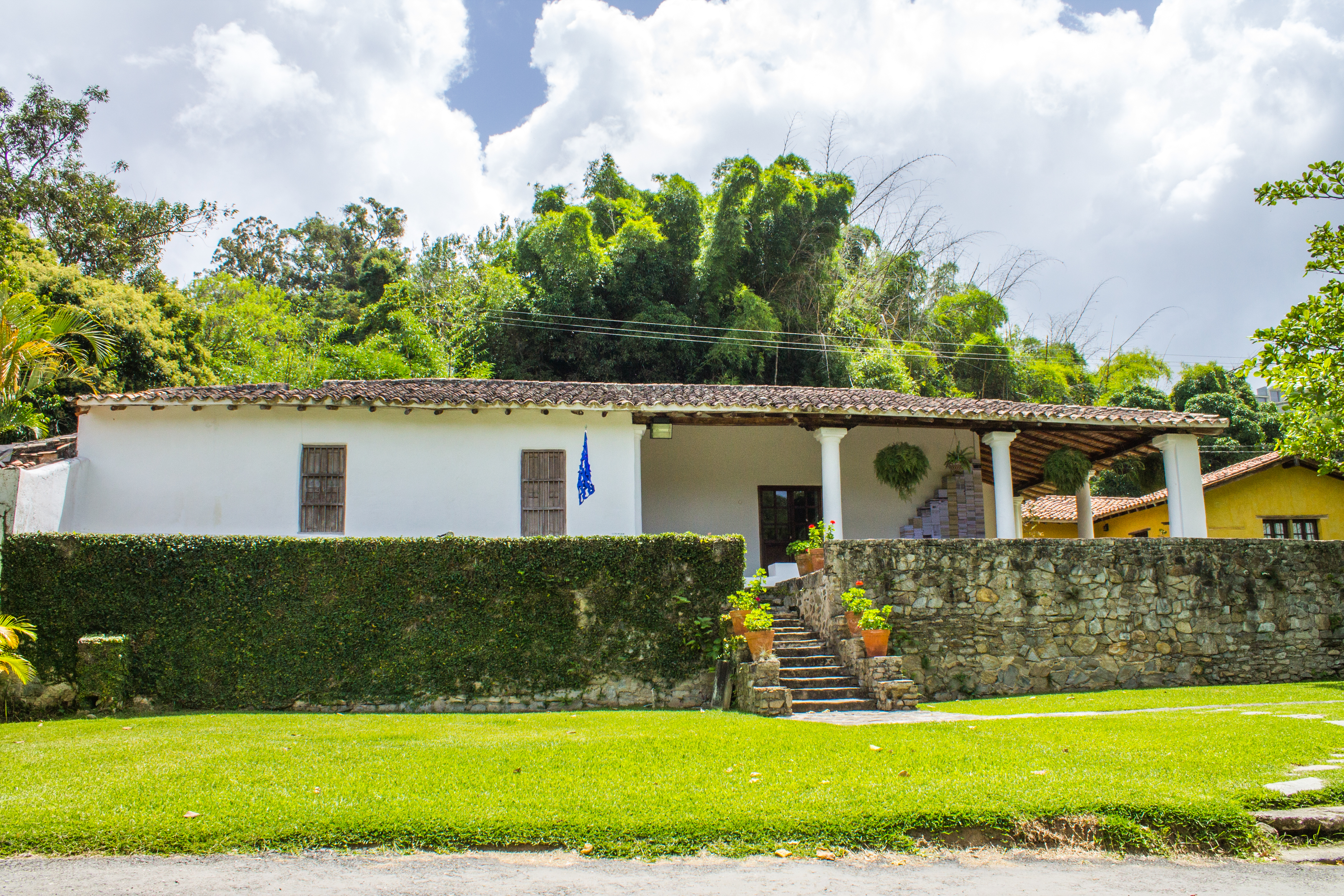
Hacienda La Trinidad, centro cultural baruteño.

El 13 de diciembre del 2018, se reunieron en la ciudad de Medellín, Colombia un grupo de baruteños residentes en ese país y constituyeron una rama colombiana del club. Llamada Baruta FC - CEDEAN de forma oficial al estar regido administrativamente bajo la Corporación CEDEAN. El equipo también es denominado Baruta FC Colombia de forma deportiva y comercial. Se considera a efectos institucionales que tanto el Baruta FC Colombia, como el operativo desde 2006 en Venezuela son una misma organización. Ciertamente operan bajo figuras jurídicas y jurisdiccionales distintas, pero con imagen, filosofía, visión y políticas comunes, mutuamente coordinadas y aplicables según la dinámica de cada país.
El equipo en Venezuela se encuentra administrativamente regido por la «Asociación Civil Baruta Futbol Club», esta a su vez cuenta con una junta directiva conformada por cinco miembros, cuatro de ellos electos por elecciones internas, directas y secretas, para un periodo de cuatro años.
El quinto miembro directivo, es el Alcalde en ejercicio del Municipio Baruta del Estado Miranda, quien es Miembro de Honor del ente directivo, comenzando sus funciones en el momento que inicia su periodo como alcalde y terminando estas al mismo tiempo que culmina sus funciones como primera autoridad municipal.
Baruta Fútbol Club es un equipo federado, registrado así ante la Federación Venezolana de Fútbol, máximo ente rector del fútbol nacional.
El seleccionado baruteño, posee su propia página web, siendo este el portal oficial del equipo, y principal medio de información y contacto de la organización con la comunidad amante del fútbol y seguidora del seleccionado.

## División Político-Territorial
El municipio se divide en tres parroquias desde 1992. Anterior a este año, el municipio contaba con cuatro parroquias, pero una de ellas, El Hatillo, fue elevada a municipio autónomo, quedando las tres que existen actualmente. 
Anteriormente, existía una elección de cuarto nivel para elegir a miembros de las Juntas Parroquiales. Sin embargo, tras la reforma de la Ley Orgánica del Poder Público Municipal del año 2010, las Juntas Parroquiales son sustituidas por los Consejos Locales de Planificación Pública que se componen por representantes parroquiales y de asociaciones de vecinos pertenecientes al municipio. Actualmente, existen diversos planteamientos para recuperar o re-instaurar las Juntas Parroquiales como órgano de gestión más cercano a la población.
Las parroquias, a su vez, sirven de jurisdicción electoral para la elección de los concejales (voto nominal) del órgano legislativo municipal (Concejo Municipal)
Las tres parroquias que componen al Municipio Baruta son las siguientes:
| Parroquia        | Superficie | Población (2010) | Densidad        | Ubicación |
| ---------------- | ---------- | ---------------- | --------------- | --------- |
| Baruta           | 73 km²     | 355.055 hab.     | 2.902 hab./km²  | Sur       |
| El Cafetal       | 9 km²      | 85.130 hab.      | 6.126 hab./km²  | Noreste   |
| Las Minas        | 4 km²      | 81.441 hab.      | 12.860 hab./km² | Norte     |
| Municipio Baruta | 86 km²     | 521.627 hab.     | 3.702 hab./km²  |           |

## Política y gobierno
Según la Constitución de Venezuela, el poder público municipal se compone de cuatro ramas, el ciudadano , la ejecutiva , judicial y la legislativa.     

### Poder Ejecutivo.
Anexo: Alcalde del Municipio Baruta
El poder ejecutivo municipal es ejercido por el Alcalde que es electo por un período de 4 años con derecho a reelección. 
Anteriormente, si bien ya se elegían los concejos municipales, los alcaldes eran electos directamente por el Ejecutivo Nacional. Sin embargo tras la promulgación de las leyes recomendadas por la Comisión Presidencial para la Reforma del Estado (COPRE), se dio paso a la elección directa de los Gobernadores y Alcaldes a finales de la década de 1980.
| Periodo         | Alcalde                      | Partido Político / Alianza | % de votos | Notas |
| --------------- | ---------------------------- | -------------------------- | ---------- | --- |
| 1989 - 1992     | Gloria Lizárraga de Capriles | Copei                      | 33,95      | Primera alcaldesa bajo elecciones directas                                                                                                  |
| 1992 - 1995     | Ángel Enrique Zambrano       | DC                         | 40,25      | Segundo alcalde bajo elecciones directas.                                                                                                   |
| 1995 - 2000     | Ivonne Attas                 | Copei                      | -          | Tercera Alcaldesa bajo elecciones directas (se realizan elecciones generales adelantadas debido a la aprobación de la Constitución de 1999) |
| 2000 - 2004     | Henrique Capriles            | PJ                         | 62,99      | Cuarto alcalde bajo elecciones directas |
| 2004 - 2008     | Henrique Capriles            | PJ                         | 78,83      | Reelecto |
| 2008 - 2013     | Gerardo Blyde                | UNT                        | 83,07      | Quinto alcalde bajo elecciones directas (se postergan 1 año las elecciones municipales pautadas para finales del 2012)                      |
| 2013 - 2017     | Gerardo Blyde                | UNT MUD                    | 79,81      | Reelecto |
| 2017 - 2021     | Darwin González              | PAP                        | 49,73      | Sexto alcalde bajo elecciones directas. |
| 2021 - 2025     | Darwin González              | Fuerza Vecinal MUD         | 64.13      | Reelecto. |
| Darwin González | Fuerza Vecinal               | -                          | Reelecto.  | |

### Poder Legislativo
Anexo: Concejo Municipal Baruta
El poder legislativo municipal es ejercido por el Concejo Municipal, encargado de aprobar las ordenanzas y gestionar el control del presupuesto local, además de supervisar la gestión del Alcalde y de sus directores. El Concejo municipal está compuesto actualmente por 9 concejales electos de forma directa, universal y secreta por método paralelo (nominal y lista) buscando asegurar la debida representatividad de la población.
Composición Actual del Concejo:
Período 2021 - 2025
| Concejales:            | Partido político / Alianza |
| ---------------------- | -------------------------- |
| Diego Padrón           | PJ/MUD                     |
| Corina Ramírez         | UNT/MUD                    |
| Rosa Noguera           | AD/MUD                     |
| Armando Machado        | FV/MUD                     |
| Luis Eduardo Aguilar   | PJ/MUD                     |
| Valentina Gómez        | AD/MUD                     |
| Federico Estaba        | PJ/MUD                     |
| José Gregorio González | VP/MUD                     |
| Jorge Rincón           | PSUV                       |

### Poder judicial.
Colegio de abogados de la jurisdicción del Estado de Miranda de Venezuela. 
Defensa pública del nivel municipal de la jurisdicción del municipio del Estado Miranda.
Sindicatura del Municipio de Baruta de la Jurisdicción del Estado Miranda. 
Tribunal Supremo de Justicia.
Dirección de magistratura.
Tribunales de Municipio.